# Lista ukraińskich parlamentarzystów II RP
Lista ukraińskich parlamentarzystów II RP

## Sejm

### I kadencja
- Andrij Bratuń - od 23 maja członek frakcji socjalistycznej w Klubie Ukraińskim, a następnie frakcji Sel-Sojuz i Sel-Rob
- Nestor Chomiak - wszedł do Sejmu w 1925, na miejsce po zbiegłym do ZSRR Marku Łuckewyczu
- Serhij Chrućkyj - prezes Ukraińskiej Reprezentacji Parlamentarnej
- Maksym Czuczmaj - pozbawiony mandatu w grudniu 1924 w związku z oskarżeniem o działalność antypaństwową[1][2].
- Wasyl Dmytriuk
- Iwan Dutczak
- Mykoła Ilkiw
- Wasyl Komarewycz - utracił mandat na mocy wyroku Sądu Najwyższego z 6 lipca 1923
- Borys Kozubśkyj
- Serhij Kozyćkyj - pozbawiony mandatu w grudniu 1924 w związku z oskarżeniem o działalność antypaństwową[1]
- Iwan Krawczyszyn
- Semen Liubarśkyj - mandat z Bloku Mniejszości Narodowych w okręgu krasnystawskim
- Marko Łuckewycz - pozbawiony mandatu w 1924
- Stepan Makiwka
- Łew Markowycz
- Borys Marwy - pozbawiony mandatu w grudniu 1924 w związku z oskarżeniem o działalność antypaństwową[1]
- Semen Melnyk
- Wasyl Mochniuk - wszedł w 1923 na miejsce M. Pyrohiwa
- Serhij Nazaruk - wszedł w 1923 na miejsce W. Komarewycza
- Andrij Paszczuk
- Iłarion Pawluk - wszedł z listy Bloku Mniejszości Narodowych w okręgu krzemienieckim
- Samijło Pidhirśkyj
- Toma Prystupa
- Mykoła Pyrohiw - utracił mandat w 1923
- Osyp Skrypa
- Jurij Tymoszczuk - mandat z Bloku mniejszości Narodowych w okręgu łuckim
- Antin Wasyńczuk
- Pawło Wasyńczuk - pozbawiony mandatu w grudniu 1924 w związku z oskarżeniem o działalność antypaństwową[1][3]
- Jakiw Wojtiuk
- Omelian Załućkyj

### II kadencja
- Lew Baczynskyj - prezes klubu Ukraińskiej Socjalistyczno-Radykalnej Reprezentacji Parlamentarnej, zmarł w czasie kadencji
- Stepan Baran
- Stepan Bilak
- Iwan Błażkewycz
- Jewhen Bohusławśkyj - wszedł z listy BBWR
- Wołodymyr Cełewycz
- Mykoła Cham - mandat z listy Sel-Rob Lewicy, członek klubu Sel-Rob Jedności
- Serhij Chrućkyj
- Maksym Czuczmaj
- Iwan Fedoruk - mandat z listy Sel-Rob Prawicy. Utracił mandat decyzją Sądu Najwyższego z 17 lutego 1930
- Mychajło Hanuszewśkyj
- Wołodymyr Kochan
- Osyp Kohut
- Leontij Kunyćkyj
- Antin Kuńko
- Iwan Kuroweć - zrzekł się mandatu w 1928
- Stepan Kuzyk
- Iwan Liszczynśkyj
- Dmytro Ładyka
- Dmytro Łewyćkyj
- Ostap Łućkyj
- Antin Maksymowycz - wszedł na miejsce I. Kurowcia
- Atanazy Ostrejko - mandat z listy BBWR
- Dmytro Palijiw
- Wołodymyr Pellich
- Mykoła Rohućkyj
- Milena Rudnycka
- Erazm Sadowśkyj - wszedł z listy BBWR
- Wasyl Sehejda - wszedł z listy BBWR
- Adrian Senjuk
- Ławrentij Serwetnyk
- Kłym Stefaniw
- Mychajło Strutynśkyj
- Petro Szekeryk-Donikyw
- Hryć Terszakoweć
- Kyryło Walnyćkyj
- Pawło Wasyńczuk
- Dmytro Wełykanowycz
- Iwan Własowśkyj
- Stepan Wołyneć - mandat z listy Sel-Rob Prawicy
- Ołeksandr Wysłoćkyj
- Mychajło Zachidnyj
- Wołodymyr Zahajkewycz
- Mykoła Zajac - mandat z listy Sel-Rob Lewicy
- Iwan Zawałykut
- Wołodymyr Zubryćkyj
- Semen Żuk

### III kadencja
- Stepan Baran
- Stepan Bilak
- Bohdan Biłynśkyj wszedł do Sejmu 16 października 1931 na miejsce po M. Hałuszczynskim
- Jewhen Bohusławśkyj - wszedł z listy BBWR
- Mykyta Bura - wszedł z listy BBWR
- Serhij Chrućkyj
- Jura Czukur
- Mychajło Hałuszczynski - zmarł w czasie kadencji
- Antin Horbaczewśkyj
- Andrij Hrywnak - wszedł do Sejmu w 1933 na miejsce J. Ołesnyćkiego
- Ołeksa Jaworśkyj
- Wołodymyr Kochan - zrzekł się mandatu w 1933
- Stepan Kuzyk
- Dmytro Ładyka
- Dmytro Łewyćkyj
- Ostap Łućkyj
- Ilko Łysyj - w 1933 wszedł na miejsce W. Kochana
- Lubomyr Makaruszka
- Mychajło Matczak
- Jarosław Ołesnycki - zmarł w 1933
- Zinowij Pełenśkyj
- Petro Pewnyj
- Miłena Rudnyćka-Łysiak
- Wasyl Serafymowycz
- Stepan Skrypnyk
- Mychajło Tełeżynśkyj
- Hryć Terszakoweć
- Mychajło Wachniuk
- Dmytro Wełykanowycz
- Wołodymyr Zahajkewycz

### IV kadencja
- Stepan Baran
- Stepan Bilak
- Wasyl Boluch
- Mykyta Bura
- Wołodymyr Cełewycz
- Serhij Chrućkyj
- Wołodymyr Kuźmowycz
- Wasyl Mudryj
- Zinowij Pełenśkyj
- Roman Perfećkyj
- Petro Pewnyj
- Stepan Skrypnyk
- Hryń Terszakoweć
- Kornyło Trojan
- Serhij Tymoszenko
- Dmytro Wełykanowycz
- Iwan Wołanśkyj
- Stepan Wytwyćkyj
- Iwan Zawałykut

### V kadencja
- Stepan Baran
- Stepan Bilak
- Wasyl Boluch
- Mykyta Bura
- Wołodymyr Cełewycz
- Hryń Hankewycz
- Wołodymyr Kosidło
- Pawło Łysiak
- Wasyl Mudryj
- Stepan Nawroćkyj
- Ołeksandr Ohorodnyk
- Wołodymyr Onufrejczyk
- Zinowij Pełenśkyj
- Roman Perfećkyj
- Stepan Skrypnyk
- Iłarion Tarnawski
- Iwan Wołanśkyj
- Martin Wołkow
- Stepan Wytwyćkyj

## Senat

### I kadencja
- Mychajło Czerkawśkyj
- Demian Hersztanśkyj
- Ołeksandr Karpinśkyj
- Ołena Łewczaniwśka
- Iwan Pasternak

### II kadencja
- Wasyl Baranyk - zmarł 11 kwietnia 1930
- Ołeksandr Czerkawski
- Wołodymyr Decykewycz
- Mychajło Hałuszczynski
- Antin Horbaczewśkyj
- Serhij Kozyćkyj
- Mykoła Kuźmyn
- Ołena Kysiłewśka
- Iwan Makuch
- Stepan Redko
- Julijan Tatomyr
- Kornyło Trojan

### III kadencja
- Innocenty Głowacki
- Ołena Kysiłewśka
- Iwan Makuch
- Mykoła Masłow
- Julijan Pawłykowśkyj

### IV kadencja
- Wołodymyr Decykewycz
- Antin Horbaczewśkyj
- Ostap Łućkyj
- Mykoła Masłow
- Julijan Pawłykowśkyj

### V kadencja
- Wołodymyr Decykewycz
- Omelan Hordynśkyj
- Bohdan Łepkyj
- Roman Łobodycz
- Mykoła Małyćkyj
- Mykoła Tworydło
- Serhij Tymoszenko

## Literatura
- Czesław Brzoza: Ukraińcy w izbach ustawodawczych Drugiej Rzeczypospolitej. w: Ukraińskie tradycje parlamentarne XIX-XXI wiek. Kraków, 2006.